# Capela Santo António
A Capela de Santo António é uma das mais antigas da freguesia de Vila Meã (Amarante), pois data de 1644 e ainda se encontra de pé.
É parte integrante da Casa do Carvalho, abrigada no sopé do Outeiro Meão, lugar também conhecido como Monte da Ermida por no seu cume ter existido, em tempos muito recuados, um ermitão que ali viveu os seus dias.
Talvez por essa razão, vai passando despercebida aos olhos de alguns residentes da freguesia mais novos, que desconhecem a importância com que desempenhou um papel de relevo até meados do século XX.
Na verdade, esta capela fazia parte do morgadio instituído por António Mendes de Vasconcelos, abade de Avessadas (Marco de Canaveses), que nela está sepultado e deixou, como encargo do referido margadio, a obrigação de cem missas por ano, o que, números redondos, correspondia a duas por semana.
Mas não se ficava por aqui a função da dita capela. No dia 13 de Junho saía da antiga igreja de Real (hoje Igreja Velha) o clamor (ou cremol) de Santo António que ali tinha o seu epílogo, com missa em louvor do santo padroeiro da capela.
Como é sabido, Santo António era o "advogado" dos animais, invocado pelos donos destes quando os viam correr perigo. Ora, não havia melhor oportunidade para abençoar os gados que a chegada do clamor à capela do Carvalho.
Depois de um prelecção do padre director do clamor, em que se exaltavam os valores espirituais do santo que, em vida se chamou Fernando de Bulhões,a benção de Santo António era lançada sobre aquela parada constituída por todas as juntas de bois que havia na freguesia, a que se juntavam mais algumas vindas das redondezas.
Posto isto, aproveitava-se a ocasião para formar uma feira, onde quase sempre se faziam vários negócios.
Enquanto isso, os fidalgos da casa do Carvalho passeavam a feira para procedendo a uma eleição; A chamadeira de bois mais bonita e mais bem vestida. A feliz contemplada recebia uma prenda em dinheiro, de valor que não se conseguiu apurar.
Por volta de 1960, embora continuassen a realizar o clamor, a feira e o prémio caíram em desuso.
Francisco Craesbeek, in "Memória Ressuscitadas da Província de Entre Douro e Minho", em publicação de 1726, refere-se à sepultura existente na capela de Santo António deste modo: S(EPULTURA). Q(UE) MA(N)DOU. FA/ZER. O ABB(ADE). ANT(O)N(I)O. / MENDES. DE. VASCO(N)CELOS. ABB(ADE). DE. VE(S)SA/DAS NESTA. SUA. / CAPELA. DE. S(ANTO). ANT(ONI)/O. CO(M).OBRIGAÇÃO. / DE. MISAS. CA/D(A) ANO. PER / SEMPRE. 1645.
Das cem missas ali registadas já nem uma sequer tem lugar, porque no início do século XXI foi abandonado o clamor, desaparecendo assim a celebração da única missa que ali havia por ano.